# Alpine A523
De Alpine A523 is een Formule 1-auto die gebruikt werd door het Formule 1-team van Alpine in het seizoen 2023. De auto is de opvolger van de A522. De A523 rijdt met een motor van Renault en werd onthuld op 16 februari 2023 in Londen. De A523 zal worden bestuurd door Pierre Gasly die aan zijn eerste seizoen voor Alpine gaat beginnen en Esteban Ocon die voor het vierde seizoen op rij voor het team (in 2020 nog onder de naam Renault) rijdt.

## Resultaten
| Kleur   | Resultaat                       |
| ------- | ------------------------------- |
| Goud    | Winnaar                         |
| Zilver  | Tweede plaats                   |
| Brons   | Derde plaats                    |
| Groen   | Gefinisht (punten behaald)      |
| Blauw   | Gefinisht (geen punten behaald) |
| Blauw   | Niet geklasseerd (NC)           |
| Paars   | Uitgevallen (DNF)               |
| Rood    | Niet gekwalificeerd (DNQ)       |
| Zwart   | Gediskwalificeerd (DSQ)         |
| Wit     | Niet gestart (DNS)              |
| Blanco  | Gewond (INJ)                    |
| Blanco  | Uitgesloten (EX)                |
| Blanco  | Teruggetrokken (WD)             |
| Blanco  | Niet deelgenomen                |
| 1, 2, 3 | Sprint positie (punten behaald) |
| P       | Poleposition                    |
| S       | Snelste ronde                   |

| Jaar | Chassis en banden | Motor               | Coureurs     | 1   | 2   | 3   | 4   | 5   | 6   | 7   | 8   | 9   | 10  | 11  | 12  | 13  | 14  | 15  | 16  | 17  | 18  | 19  | 20  | 21  | 22  | Punten | WK-plaats |
| ---- | ----------------- | ------------------- | ------------ | --- | --- | --- | --- | --- | --- | --- | --- | --- | --- | --- | --- | --- | --- | --- | --- | --- | --- | --- | --- | --- | --- | ------ | --------- |
| 2023 | A523 P            | Renault E-Tech RE23 |              | BHR | SAR | AUS | AZE | MIA | MON | SPA | CAN | OOS | GBR | HON | BEL | NED | ITA | SIN | JPN | QAT | VST | MXS | SAP | LSV | ABU | 120    | 6         |
| 2023 | A523 P            | Renault E-Tech RE23 | Pierre Gasly | 8   | 9   | 13† | 14  | 8   | 7   | 10  | 12  | 10  | 18† | DNF | 311 | 3   | 15  | 6   | 10  | 12  | 76  | 11  | 7   | 11  | 13  | 120    | 6         |
| 2023 | A523 P            | Renault E-Tech RE23 | Esteban Ocon | DNF | 8   | 14† | 15  | 9   | 3   | 8   | 8   | 714 | DNF | DNF | 8   | 10  | DNF | DNF | 9   | 7   | DNF | 10  | 10  | 4   | 12  | 120    | 6         |

- † Uitgevallen maar wel geklasseerd omdat er meer dan 90% van de raceafstand werd afgelegd.